# Tumba de Casta
A Tumba de Casta (em grego:  Τύμβος Καστά), ou ainda Tumba de Anfípolis (em grego:  Τάφος Αμφίπολης), é uma tumba ou cenotáfio da Macedónia Antiga descoberta em Anfípolis, na central Macedônia, norte da Grécia, em 2012 e adentrada pela primeira vez em agosto de 2014. A tumba é o maior monumento fúnebre já descoberto na Grécia e em comparação supera o túmulo de Filipe II da Macedônia, o pai de Alexandre o Grande, em Vergina.
Ainda não se sabe quem está enterrado no túmulo, mas a especulação inicial de que ele poderia ser o túmulo de Alexandre, o Grande, por causa de seu tamanho, foi dispensada por arqueólogos devido à falta de evidência histórica confiável. O ocupante provavelmente poderia ser um nobre ou um membro da família real.

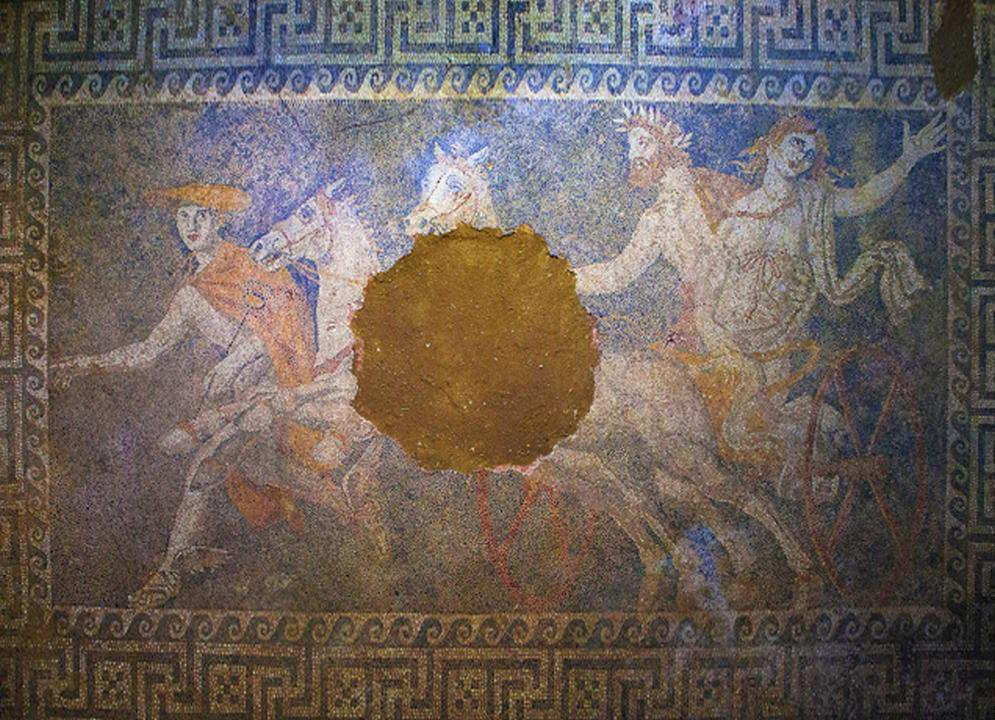
O mosaico da terceira câmara, representando a Abdução de Perséfone por Plutão

Os arqueólogos têm feito algumas descobertas importantes no local desde agosto de 2014. Além do tamanho do monumento, a obra traz a impressão da mão de Dinócrates, o arquiteto-chefe de Alexandre, o Grande.